# Aneta Rydz
Aneta Rydz (* 30. März 1994 in Pionki) ist eine polnische Hochspringerin.

## Sportliche Laufbahn
Erste internationale Erfahrungen sammelte Aneta Rydz bei den 2010 erstmals ausgetragenen Olympischen Jugendspielen in Singapur, bei denen sie die Bronzemedaille gewann. 2011 konnte sie wegen einer Knöchelverletzung an keinen Wettkämpfen teilnehmen und konnte sich auch 2012 nicht weiter steigern. Bei den Junioreneuropameisterschaften 2013 in Rieti belegte sie im Finale den achten Platz mit 1,81 m. 2015 qualifizierte sie sich für die U23-Europameisterschaften in Tallinn, bei denen den fünften Platz belegte.

## Persönliche Bestleistungen
- Hochsprung: 1,87 m, 27. Mai 2017 in Łódź
  - Halle: 1,82 m, 29. Januar in Spała